# Materiaalpost
De materiaalpost is in het veldrijden de zone waar de begeleiders van de renners staan. De materiaalpost valt te vergelijken met de pitstop in autosporten. 
Op een raceparcours kunnen een of twee materiaalposten aanwezig zijn. Renners mogen tijdens een wedstrijd vier helpers meenemen om zich in de materiaalpost(en) te posteren (en één aan de aankomst). Zijn er twee materiaalposten op het parcours dan moeten de vier begeleiders zich opsplitsen.
De materiaalpost is tijdens een wedstrijd de enige plek waar renners mogen wisselen van fiets. Heeft een renner buiten deze zone materiaalpech, moet de renner zich lopend begeven tot aan de materiaalpost om het euvel te verhelpen of van fiets te wisselen.
Een belangrijke taak van de helpers is ervoor zorgen dat de renner te allen tijde beschikt over de meest geschikte fiets, om die reden hebben ze steeds verschillende types bandenprofielen klaarliggen voor het geval dat tijdens de wedstrijd de weersomstandigheden wijzigen. Tussen de fietswissels door zorgen de begeleiders ervoor dat de fietsen steeds proper worden gemaakt, zodat renners geen extra gewicht (slijk) hoeven meesleuren. Het verwijderen van het zand en/of slijk zorgt er ook voor dat derailleurs minder vaak vastlopen. 